# Jacopo Rampini
Jacopo Rampini est un acteur et écrivain italo-américain.

## Biographie
Fils du journaliste et écrivain Federico Rampini, Jacopo Rampini est né à Rome, en Italie. Il a grandi entre San Francisco et Paris, où il a obtenu un diplôme en littérature et philosophie à l’Université de la Sorbonne. Il a ensuite étudié l'art dramatique à la American Academy of Dramatic Arts à New York. Il parle couramment le français, l’italien et l’anglais, et possède la double nationalité italienne et américaine,.

## Carrière
Rampini débute sur scène en 2011 dans A Doll's House, mis en scène par Sam Gold au Williamstown Theatre Festival. Il apparaît ensuite dans plusieurs séries télévisées et films entre les États-Unis et l’Europe, notamment : The World Wars, Law & Order: Special Victims Unit, FBI, Halston, That Dirty Black Bag, The Blacklist et Survival of the Thickest. En 2023, il tient le rôle principal dans le long-métrage italien Shakespeare King of Naples, présenté au Festival international du film de Rome .
En 2025, il publie avec son père Federico Rampini le roman Il gioco del potere, un roman édité par Mondadori dans la collection Strade Blu .

## Publications
- (it) Il gioco del potere (avec Federico Rampini), Mondadori, 2025 (ISBN 978-8804790341, présentation en ligne)[5].

## Filmographie partielle

### Cinéma
- 2014 : Love Is Strange d'Ira Sachs
- 2019 : Essere Leonardo da Vinci (it) de Massimiliano Finazzer Flory (it)
- 2021 : Many Saints of Newark - Une histoire des Soprano (The Many Saints of Newark) d'Alan Taylor
- 2023 : Romantiche de Pilar Fogliati et Giovanni Veronesi
- 2023 : La quattordicesima domenica del tempo ordinario de Pupi Avati
- 2023 : Shakespea Re di Napoli de Ruggero Cappuccio (it)
- 2024 : Il ladro di stelle cadenti (it) de Francisco Saia
- 2024 : Race for Glory: Audi vs. Lancia de Stefano Mordini

### Télévision
- 2014 : World Wars - Il mondo in guerra de John Ealer
- 2016 : Medici: Masters of Florence de Sergio Mimica-Gezzan
- 2016 : Brown Nation d' Abi Varghese
- Law & Order: Special Victims Unit
- FBI
- Halston
- That Dirty Black Bag
- The Blacklist
- Survival of the Thickest